# Castelo de Aremberga

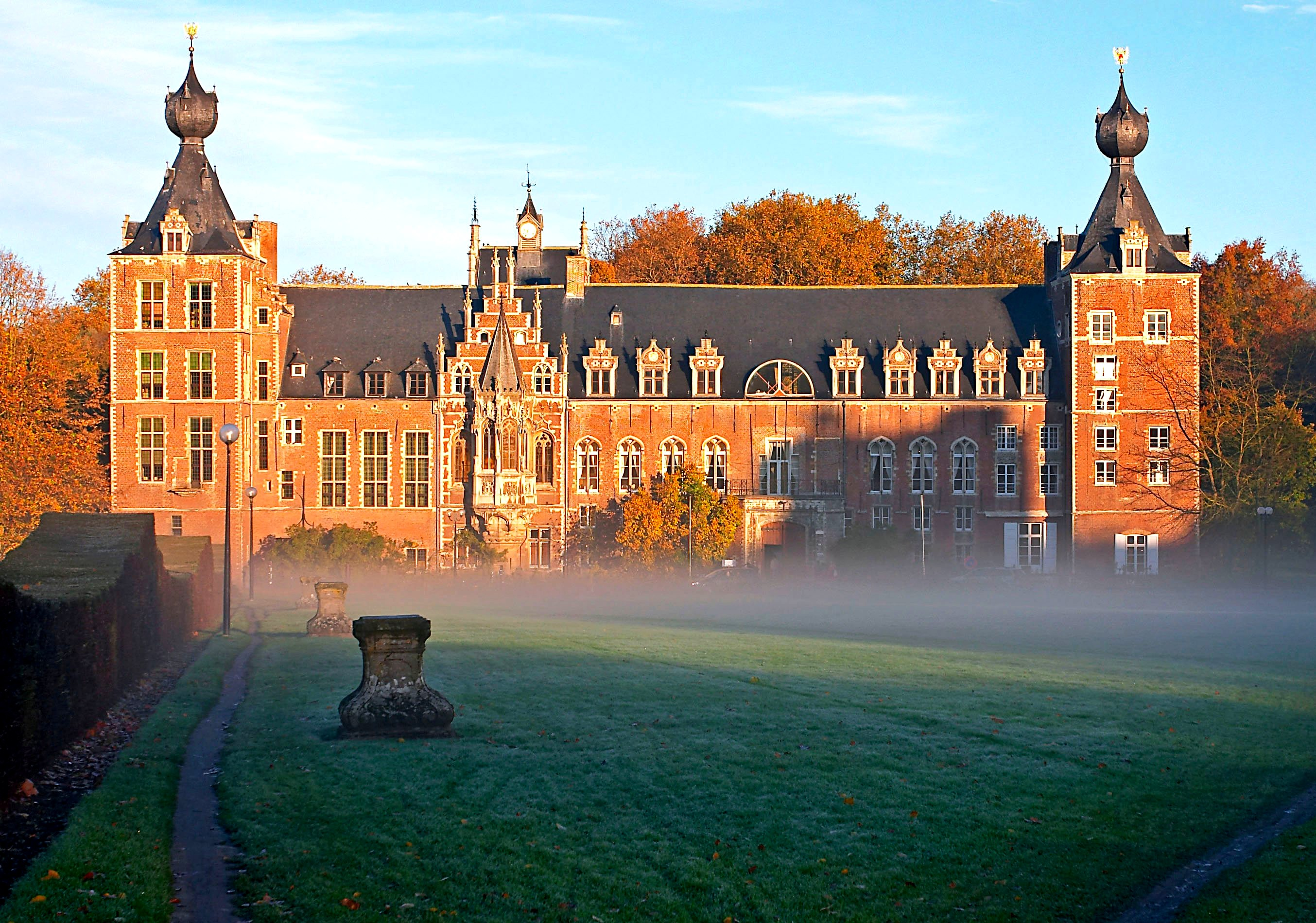
O Castelo de Aremberga

Castelo de Aremberga, (Arenberg) situado em Heverlee, perto de Lovaina, na Bélgica, foi construído por Antoon van Croy no lugar de um castelo do século XII, do qual apenas uma torre não foi destruída. O actual castelo foi terminado em 1515.
Propriedade da Universidade Católica de Lovaina, o castelo está aberto ao público. Os seus jardins são os principais terrenos da Universidade, fornecendo facilidade de execução para a maioria das ciências exatas. O castelo em si é o prédio da faculdade de engenharia.
O primeiro voo de balão a gás tripulado na história decolou do relvado do castelo. O balonista foi o professor Jan Pieter Minckeleers.